# Porphyrio caerulescens
El calamón de Reunión (Porphyrio caerulescens) es una especie hipotética de ave gruiforme de la familia Rallidae que posiblemente habitó en la isla mascareña de Reunión.

## Taxonomía
Fue descrito en 1848 con el nombre científico de Apterornis coerulescens por el científico belga Edmond de Sélys Longchamps en base al relato del viajero francés Sieur Dubois (en la isla de Reunión de 1669 a 1672, el primero en mencionar el ave). Selys Longchamps también incluyó otras dos aves mascareñas en el género Apterornis, el rascón rojo (ahora Aphanapteryx bonasia) y el ibis de Reunión (ahora Threskiornis solitarius). Fue colocada en el género Cyanornis por el biólogo francés Charles Lucien Bonaparte en 1857 y posteriormente renombrada como Porphyrio (Notornis) caerulescens por el ornitólogo alemán Hermann Schlegel, indicando una afinidad con takahē de Nueva Zelanda.
Es conocido a partir de seis informes de visitantes a la isla en los siglos xvii y xvii y el género Porphyrio es conocido como colonizador de isla oceánicas, habiendo evolucionado hasta convertirse en muchas especies insulares endémicas, de las cuales solo sobrevive el takahē.
El ornitólogo americano Storrs L. Olson encontró que las descripciones coincidían con un calamón púrpura, y que consideraba probable que quedaran restos de la especie por descubrir en algún lugar.
Seis informes atestiguan a su existencia, y el genus Porphyrio es conocido como colonizador de islas oceánicas, habiendo evolucionado en varios casos a especie endémica local, del cual el takahē es el único superviviente actual.
En 1974 se realizó un intento de encontrar fósiles en la altiplanicie Plaine des Cafres, donde el pájaro fue avistado vivo. Ninguna cueva (cuál podría contener concheros donde los primeros habitantes tirarían huesos de aves locales) fue encontrado, y se determinó que se requería un estudio más cuidadoso del lugar antes de proceder a excavar.

## Descripción
El calamón de Reunión se describió como azul (Hebért lo describió como "azul oscuro"), y todas las descripciones hablan de un animal grande, calamón terrestre, con características indicativas de capacidad de vuelo reducido, así como unas piernas más largas y robustas. Ha habido desacuerdo sobre la medida exacta del pájaro, de forma que descripciones contemporáneas se contradicen mutuamente.
El pájaro era un poco más grande que un pollo, o entre un calamón morado y un takahe en altura, y una coloración enteramente azul, con el pico y los pies rojos.
La descripción que da Dubois sería:

Oyseaux bleus: Tan grandes como los Solitarios; tienen el plumaje enteramente azul, el pico y los pies rojos, lo que los asemeja a gallinas. No vuelan de ninguna manera; pero corren extremadamente rápido, por lo que un perro difícilmente puede cazarlos. Son bastante buenas.
D.B. Dubois

El sacerdote jesuita describió al pájaro de manera un poco más diferente, indicando una medida más pequeña y alguna capacidad de vuelo:

Hacia el este de esta isla [Reunion] hay una pequeña planicie, en lo alto de una montaña, que es llamada la meseta de Coffres, donde uno puede encontrar un ave azul grande cuyos colores son muy brillantes. Se parece a una paloma torcaz [Columba palumbus]; raramente vuela, siempre cerca del suelo, pero corre a una velocidad sorprendente; los nativos no tienen otro nombre para el ave que "pájaro azul" ; su carne es muy buena y se mantiene durante mucho tiempo.

## Comportamiento y ecología

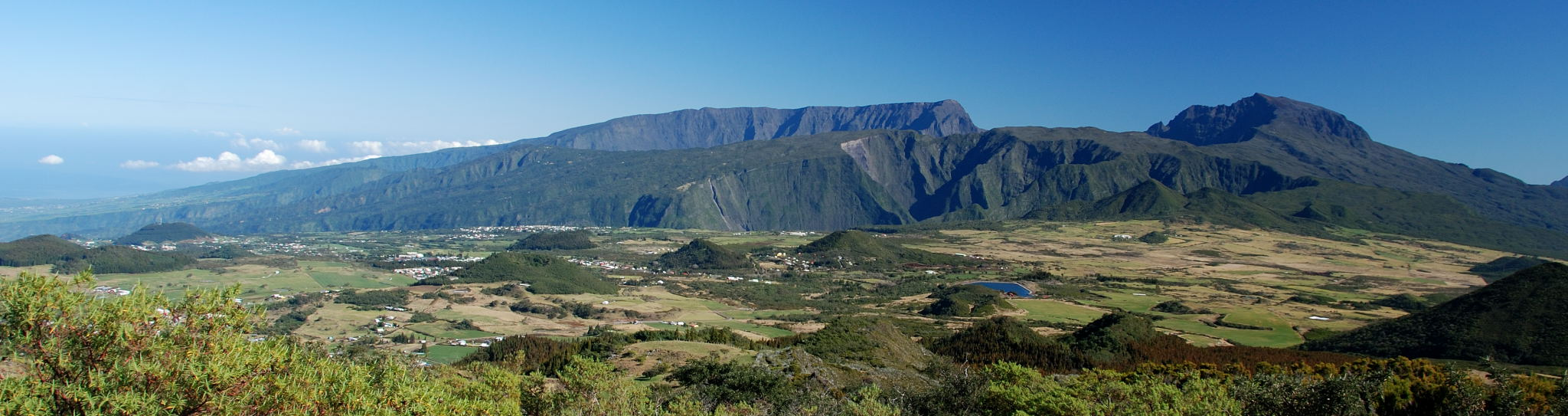
Vista de Plaine des Cafres, donde este pájaro fue visto vivo, foto de 2008

Está atestiguado que el pájaro fue exclusivamente visto en el Plaine des Cafres, la altiplanicie alta de Réunion entre el Piton des Neiges y el Piton de la Fournaise (Dubois no da información de localización, pero los demás autores restringen la localización a la altiplanicie).
De Villers registró lo siguiente sobre el comportamiento de nidificación del pájaro en 1708:
 

Se pueden ver aquí [en la meseta de Cafres] un gran número de pájaros azules cuyos nidos están entre la hierba y helechos acuáticos.
De Villers

Muchas otras especies endémicas en Réunion se extinguieron después de la llegada de humanos y la disrupción resultante en el ecosistema de la isla. El calamón de Reunión vivía con otros pájaros ahora extintos, como el ibis de Reunión, el loro de las mascareñas, la estornino de Reunión, la cotorra de Réunion, entre otros. Algunos reptiles extintos en la isla Réunion incluyen la tortuga gigante y una especie desconocida de Leiolopisma. El pequeño zorro volador de Mauricio y el caracol Tropidophora carinata se mantuvo a base de Réunion y Mauricio antes de desaparecer de ambas islas.

## Extinción
El misionero Père Brown dio testimonio en 1724 del calamón, el cual es considerada la última referencia de existencia del pájaro. Pero un informe de la Marina Británica informó de una especie de pájaros limitada a la meseta que fueron asesinados a palos en 1763.
Los múltiples informes discrepan si el ave era comestible; la mayoría de las especies de Porphyrio son consideradas generalmente de un sabor desagradable. Especialmente a la luz del informe del viajero francés Jean Feuilley en 1705,  parece que los pájaros adultos no fueron cazados habitualmente durante parte del año. Esto y lo remoto de su hábitat, quizás explica por qué los pájaros fueron capaces de persistir por más tiempo que la mayoría de las especies endémicas de Reunión, que se extinguieron por 1700. A este particular, no es quizás coincidencia que el takahe haya persistido en similares mesetas montañosas en el remoto Fiordland después de que  haya sido cazado hasta la extinción en todas otras partes de Nueva Zelanda. Desde el informe de 1763 los informes son poco precisos y se podrían referir a petrels o shearwaters,  está generalmente asumido que el calamón de Reunión se extinguió en 1730. Cuando el área donde vivía no fue todavía roturado para el cultivo, la introducción de predadores y la caza por esclavos que se habían escapado y que se fugaron en la montaña fueron las razones más probables para su desaparición.
Otras teorías afirman que podría haber desaparecido a finales del siglo XVII, debido a la caza y la introducción de ratas en 1676, las cuales podrían haber predado sus huevos y pollitos. Los pájaros parecen haber sobrevivido a la introducción de cerdos, pero la introducción de los gatos también puedo haber supuesto una amenaza. No hay ninguna información que claramente mencione al pájaro después de que aproximadamente 1730 (el informe de Brown), pero uno en 1763 comunicado por un oficial británico anónimo que menciona un "pájaro curioso" de la meseta de Cafres el cual podría ser matado con los palos ha sido propuestos para referir a esta especie, aunque esto es incierto.